# Drugi rząd Andrusa Ansipa
Drugi rząd Andrusa Ansipa – rząd Republiki Estońskiej funkcjonujący od 5 kwietnia 2007 do 6 kwietnia 2011.
Rząd powstał po wyborach parlamentarnych do Riigikogu XI kadencji. Po nieudanych negocjacjach z dotychczasowymi partnerami nowymi koalicjantami Estońskiej Partii Reform (RE) zostały partia Isamaa ja Res Publica Liit (IRL) oraz socjaldemokraci (SDE). Ostatnie z tych ugrupowań w maju 2009 opuściło koalicję, od tego czasu gabinet miał charakter rządu mniejszościowego. Rząd przetrwał do końca kadencji. Estońska Partia Reform w 2011 wygrała kolejne wybory parlamentarne, w których dobry wynik odnotowała również IRL. Oba ugrupowania odnowiły koalicję, współtworząc 5 kwietnia 2011 trzeci rząd Andrusa Ansipa.

## Skład rządu
| funkcja                         | minister            | partia | okres urzędowania | okres urzędowania |
| funkcja                         | minister            | partia | od                | do                |
| ------------------------------- | ------------------- | ------ | ----------------- | ----------------- |
| premier                         | Andrus Ansip        | RE     | 5 kwietnia 2007   | 6 kwietnia 2011   |
| minister edukacji i badań       | Tõnis Lukas         | IRL    | 5 kwietnia 2007   | 6 kwietnia 2011   |
| minister sprawiedliwości        | Rein Lang           | RE     | 5 kwietnia 2007   | 6 kwietnia 2011   |
| minister obrony                 | Jaak Aaviksoo       | IRL    | 5 kwietnia 2007   | 6 kwietnia 2011   |
| minister środowiska             | Jaanus Tamkivi      | RE     | 5 kwietnia 2007   | 6 kwietnia 2011   |
| minister kultury                | Laine Jänes         | RE     | 5 kwietnia 2007   | 6 kwietnia 2011   |
| minister gospodarki i łączności | Juhan Parts         | IRL    | 5 kwietnia 2007   | 6 kwietnia 2011   |
| minister finansów               | Ivari Padar         | SDE    | 5 kwietnia 2007   | 21 maja 2009      |
| minister finansów               | Jürgen Ligi         | RE     | 4 czerwca 2009    | 6 kwietnia 2011   |
| minister ds. narodowościowych   | Urve Palo           | SDE    | 5 kwietnia 2007   | 21 maja 2009      |
| minister ds. regionalnych       | Vallo Reimaa        | IRL    | 5 kwietnia 2007   | 22 stycznia 2008  |
| minister ds. regionalnych       | Siim Valmar Kiisler | IRL    | 22 stycznia 2008  | 6 kwietnia 2011   |
| minister spraw wewnętrznych     | Jüri Pihl           | SDE    | 5 kwietnia 2007   | 21 maja 2009      |
| minister spraw wewnętrznych     | Marko Pomerants     | IRL    | 4 czerwca 2009    | 6 kwietnia 2011   |
| minister spraw społecznych      | Maret Maripuu       | RE     | 5 kwietnia 2007   | 23 lutego 2009    |
| minister spraw społecznych      | Hanno Pevkur        | RE     | 23 lutego 2009    | 6 kwietnia 2011   |
| minister spraw zagranicznych    | Urmas Paet          | RE     | 5 kwietnia 2007   | 6 kwietnia 2011   |
| minister rolnictwa              | Helir-Valdor Seeder | IRL    | 5 kwietnia 2007   | 6 kwietnia 2011   |